# امیلیکیا
امیلیکیا (به لاتین: Amélékia) یک منطقهٔ مسکونی در ساحل عاج است که در Moyen-Comoé Region واقع شده‌است.